# Exogone breviseta
Exogone breviseta är en ringmaskart som beskrevs av Kudenov, Harris in Blake, Hilbig och Scott 1995. Exogone breviseta ingår i släktet Exogone och familjen Syllidae. Inga underarter finns listade i Catalogue of Life.